# Commission scolaire de la Riveraine
 (septembre 2020).
Pour les raisons suivantes :
- Les commissions scolaires québécoises étaient une forme de gouvernement local composé de commissaires élus et disposant de pouvoirs de taxation. Leur admissibilité dans Wikipédia est bien établie.
- Par contre, les centres de service scolaires sont plutôt des centres administratifs relevant du ministère de l'Éducation. Leur mode de gestion et leurs pouvoirs sont différents de ceux des commissions scolaires. Leur admissibilité selon les critères de Wikipédia n'a pas encore été démontrée.
- Vu leur nature différente, les éventuels articles sur les centres de services scolaires devraient être distincts de ceux des commissions scolaires, et non des renommages de ceux-ci.
- Les contributeurs sont invités à discuter de ce sujet sur Discussion Projet:Québec.

 (février 2014).
Si vous disposez d'ouvrages ou d'articles de référence ou si vous connaissez des sites web de qualité traitant du thème abordé ici, merci de compléter l'article en donnant les références utiles à sa vérifiabilité et en les liant à la section « Notes et références ».
La commission scolaire de la Riveraine est une ancienne commission scolaire desservant Nicolet-Yamaska et Bécancour, à l'exception de Lemieux.
Le dernier directeur de la commission scolaire est Pascal Blondin.

## Établissements

### Centres de formation professionnelle
- École d'agriculture de Nicolet
- École commerciale
- École de mécanique de machines fixes
- École d’entrepreneuriat du Centre-du-Québec

### Nicolet-Yamaska
- Notre-Dame-de-l’Assomption (Saint-Zéphirin)
- Maurault (Pierreville)
- Vincent-Lemire (Saint-François-du-Lac)
- Paradis  (Baie-du-Febvre)

- Arc-en-Ciel (Sainte-Monique)
- Curé-Brassard (Nicolet)
- École secondaire Jean-Nicolet

- Marquis (Saint-Célestin)

- la Jeunesse (Sainte-Perpétue)
- des Arbrisseaux (Sainte-Eulalie)
- de la Croisée (Aston-Jonction)
- Jean-XXIII (Saint-Wenceslas)
- Tournesol (Saint-Léonard-d'Aston)
- École secondaire la Découverte (Saint-Léonard-d'Aston)

### MRC Bécancour
- Beauséjour (Saint-Grégoire)
- Explorami (Sainte-Angèle-de-Laval)
- Boutons-d’Or (Précieux-Sang)

- Terre-des-Jeunes (Bécancour)
- Des Perséides

- Despins (Sainte-Gertrude)

- le Rucher (Saint-Sylvère)

- Harfang-des-Neiges (Gentilly)
- la Nacelle (Saint-Pierre-les-Becquets)
- la Source (Sainte-Cécile-de-Lévrard)
- le Phare (Deschaillons)
- l'Oasis (Sainte-Françoise)
- Marie-Sophie (Sainte-Sophie-de-Lévrard)
- École secondaire les Seigneuries (Saint-Pierre-les-Becquets)